# C.F. Martin & Co.

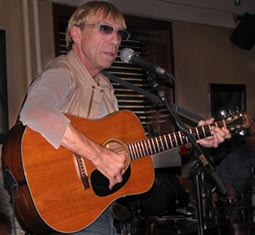
Jahn Teigen med en Martin D-18 modell från 1979.

C.F. Martin & Company (Martin) etablerades 1833 av Christian Frederick Martin, d.ä. (f. 31 januari 1796, †16 februari 1867). C.F. Martin föddes i Tyskland, där han hade lärt sig att tillverka gitarrer som del av en lång familjetradition. 1833 emigrerade han till USA och etablerade först ett relativt blygsamt gitarrmakeri i New York. Året 1858 hade verksamheten expanderat och en fabrik med anställda gitarrmakare etablerades i Nazareth, Pennsylvania.
Efter grundarens död övertog sonen C.F. Martin d.y. och ledde företaget fram till sin hastiga bortgång 1888, och sonen Frank Henry Martin fick uppgiften att föra familjeföretaget vidare. Han utökade produktionen med mandoliner vilket ledde till en markant ökning av företagets inkomster.

Nästa steg i utvecklingen karakteriserades av upp och nedgångar i landets ekonomiska svängningar samt, i början, en viss svårighet med utveckling och försäljning av ukelele. 1948 avled F.H. Martin och sonen C.F. Martin III förde företaget vidare i flera årtionden med gynnsam utveckling.

På 1970-talet köptes flera instrumenttillverkande firmor upp av Martin & Co. under ledning av nästa arvtagare Frank Herbert Martin. Bland de uppköpta företagen kan nämnas den svenska välrenommerade gitarrtillverkaren Levin.
C. F. Martin IV övertog ledningen av företaget 1986 efter farfaderns död.